# 舌骨筋
舌骨筋（ぜっこつきん）は頚部の筋肉のうち、舌骨に繋がる筋肉の総称。頚部の前面にあるため前頚筋とも呼ばれる。
舌骨筋（群）は、舌骨を挟み上方のものを舌骨上筋（群）、下方のものを舌骨下筋（群）と分ける。
舌骨上筋には顎二腹筋、茎突舌骨筋、顎舌骨筋、オトガイ舌骨筋が含まれ、舌骨下筋には胸骨舌骨筋、胸骨甲状筋、甲状舌骨筋が含まれる。